# Балк, Михаил Дмитриевич
Михаи́л Дми́триевич Балк (1764, Курская губерния — 7 декабря 1818, Могилёв) — русский генерал, участник Отечественной войны 1812 года.

## Биография
Михаил Балк родился в 1764 году в Курской губернии; потомок выходца из Австрии.
В 1778 году поступил фурьером в Курский пехотный полк, в 1783 получил чин прапорщика. В 1790 году воевал со шведами, в 1794 сражался в Польше. В 1802 году зачислен в Петербургский драгунский полк.
Воевал с французами в 1805 и в 1806—1807 годах. Под Прейсиш-Эйлау произвел смелую атаку и захватил знамя, был ранен в ногу. Участвовал в сражениях  при Гутштадте, Гейльсберге, Фридланде тяжело ранен в голову картечью, сорвавшей часть черепа. Разбитая часть черепной кости была заменена серебряной  пластиной, из-за чего получил прозвище "Серебряный кофейник" .После этого ранения Балк до конца жизни страдал головными болями. 
В 1807 году получил чин генерал-майора и назначен шефом Рижского драгунского полка.
В 1812 году командовал кавалерийской бригадой (Рижский и Санкт-Петербургский драгунские полки) в составе 1-го отдельного пехотного корпуса Витгенштейна, был ранен пулей в голову под Полоцком. Вернулся в строй лишь в конце 1813 года. Воевал в 1814 и за отличие при Сен-Дизье пожалован в генерал-лейтенанты.
После войны командовал 1-й конноегерской дивизией.
Михаил Дмитриевич Балк умер 7 декабря 1818 года в городе Могилёве.

## Награды
- Орден «Pour la vertu militaire» (26 мая 1815, ландграфство Гессен-Кассель)[3]